# Bisoxatin
Bisoxatin là một thuốc nhuận tràng.